# Schlossbrauerei Stelzer
Die Schlossbrauerei Stelzer e.K. in Fattigau (Oberkotzau) ist eine private Familienbrauerei in Oberfranken. Sie ist die einzige größere Brauerei im Landkreis Hof.

## Allgemeines
Der Jahresausstoß wird mit 13.000 Hektoliter angegeben. Es sind 15 Mitarbeiter beschäftigt (Stand 2018). Es werden mehrere Sorten Biere und auch Biermischgetränke angeboten.
Vor Ort wird ein Brauerei-Direktverkauf betrieben. Außerdem existiert eine Brauereigaststätte mit Biergarten, welche momentan (Stand Februar 2023) geschlossen ist.

## Geschichte
Die Geschichte lässt sich nach eigenen Angaben bis 1353 zurückverfolgen. Demzufolge haben Raubritter, Fürstengeschlechter und Gutsherren zu dieser Zeit bereits Bier in Fattigau gebraut. Im Jahr 1900 wurde die Brauerei von Christian Michael Stelzer erworben und ist seitdem in Familienbesitz. Aktueller Inhaber des Unternehmens ist Christian Stelzer.
Als erste Brauerei in Oberfranken wurde sie 1994 Bioland-zertifiziert. 2017 wurden vom Inhaber eine Million Euro in die komplette Erneuerung des 1954 gebauten Sudhauses investiert.